# 흥중회

홍중회의 깃발, 훗날 후신인 중국 국민당의 깃발이기도 하다.

흥중회(興中會, 영어: Hsing Chung Hui, Revive China Society, Society for Regenerating China, Proper China Society)는 청조(淸朝)의 쑨원(孫文)이 중국 민족의 위기를 타개하기 위해, 청일전쟁 초기에 미합중국의 하와이에서 설립한 정치 단체이다. 중국 국민당의 전신이기도 하다.

## 목적
흥중회의 목표는 간략하게 3가지로 요약된다.
- 중원을 점거한 만주족과 청국을 주멸한다.
- 주멸한 결과로, 중원을 회복한다.
- 회복한 결과로, 중원에 민주적인 국가를 수립한다.

## 업적
흥중회는 중국에 주재한 결사대와 미주(美洲)와 동남아에서 거류하는 화교의 후원으로 1895년에 광저우(廣州)와 1900년에 후이저우(惠州)에서 삼주전 봉기를 일으켰으나 실패했다. 흥중회는 1905년에 결성된 중국혁명동맹회가 항외세(抗外勢)의 구국 운동을 전개하는 데 크나큰 영향을 미쳤다.

## 같이 보기
- 중국동맹회
- 중국국민당
- 중화민국의 역사
- 광복회 (중국)
- 화흥회